# Хрцинно
Хрцинно (пол. Chrcynno) — село в Польщі, у гміні Насельськ Новодворського повіту Мазовецького воєводства.
Населення — 191 особа (2011).
У 1975-1998 роках село належало до Цехановського воєводства.

## Демографія
Демографічна структура станом на 31 березня 2011 року:
|          | Загалом | Допрацездатний вік | Працездатний вік | Постпрацездатний вік |
| -------- | ------- | ------------------ | ---------------- | -------------------- |
| Чоловіки | 92      | 21                 | 61               | 10                   |
| Жінки    | 99      | 22                 | 55               | 22                   |
| Разом    | 191     | 43                 | 116              | 32                   |